# Робин Гуд и Гай Гисборн
«Робин Гуд и Гай Гисборн» (англ. Robin Hood and Guy of Gisborne, Child 118, Roud 3977) — английская народная баллада, входящая в цикл баллад о Робин Гуде. Единственный известный её вариант содержится в датируемом серединой XVII века плохо сохранившемся манускрипте, найденном Томасом Пёрси; тот опубликовал его в своём сборнике «Памятники старинной английской поэзии». Баллада не была зафиксирована в устной традиции. Однако известен датируемый приблизительно 1475 годом фрагмент пьесы, которая вероятнее всего основана на той же истории. На этом основании Фрэнсис Джеймс Чайлд и другие исследователи склонны относить возникновение баллады к XV столетию. Она считается одной из пяти так называемых «основных» баллад о Робин Гуде (кроме неё, в их число входят «Малая жеста о Робин Гуде», «Робин Гуд и гончар», «Робин Гуд и монах» а также «Смерть Робин Гуда», их номера в собрании Чайлда — 117, 119, 120 и 121 соответственно).
На русский язык балладу впервые перевёл Николай Гумилёв; она была опубликована в сборнике «Баллады о Робин Гуде» в 1919 году.

## Сюжет
Между Маленьким Джоном и Робин Гудом вспыхивает ссора, и они разделяются. Джон обнаруживает, что шериф со своими людьми проводит налёт на лес, и пытается тех остановить. Его захватывают в плен. В это же время Робин встречает Гая Гисборна, йомена, который преследует его с целью получить награду за голову стрелка. Они соревнуются в стрельбе из лука, и Робин, показав себя лучшим из них, раскрывает свою личность. В последующей схватке он убивает Гисборна, затем облачается в одежды того и берёт его рог. Под видом своего противника он присоединяется к отряду шерифа и спасает Джона.
Хотя современные версии легенды о Робине Гуде часто называют Гая Гисборна «сэром Гаем», в балладе прямым текстом говорится, что он, как и сам Робин, происходил из йоменов, мелких землевладельцев.